# 6 Dywizjon Artylerii Konnej (austro-węgierski)
Dywizjon Artylerii Konnej Nr 6 (r. AD. 6, rtAD. 6) – dywizjon artylerii konnej cesarskiej i królewskiej Armii.

## Historia dywizjonu
Dywizjon został sformowany 8 kwietnia w 1908 z byłego dywizjonu artylerii konnej Pułku Artylerii Korpuśnej Nr 6 w Koszycach. Komenda dywizjonu razem z parkiem amunicyjnym i kadrą zapasową stacjonowała w Miszkolcu na terytorium 6 Korpusu, który był jego okręgiem uzupełnień. Dywizjon został włączony w skład 6 Brygady Kawalerii.
W sierpniu 1914, w czasie mobilizacji, dywizjon (bez 1. baterii) wszedł w skład 8 Dywizji Kawalerii, natomiast 1. bateria została podporządkowana komendantowi 5 Dywizji Kawalerii Honwedu.
W 1916 oddział został przemianowany na Dywizjon Artylerii Konnej Nr 8. Równocześnie dotychczasowy Dywizjon Artylerii Konnej Nr 10 należący do 6 Dywizji Kawalerii został przemianowany na Dywizjon Artylerii Konnej Nr 6. W 1918  jednostka nosiła nazwę „Pułk Artylerii Polowej Nr 8 K” (niem. Feldartillerieregiment Nr 8 K).

## Skład
- Dowództwo
- 3 x bateria po 4 armaty 8 cm FK M.5.

80% stanowili Węgrzy, 20% inni.

## Żołnierze
Komendanci dywizjonu
- ppłk Karl Kosztolányi von Nemes-Kosztolány (1908[6] – 1911[7])
- mjr Andreas Reutter (1911[8] – 1914[9])

Oficerowie
- kpt. pilot polowy Godwin Brumowski
- kpt. Karol Czichowski